# フィリップ・バルカシジク
フィリップ・バルカシジク（Philippe Barca-Cysique, 1977年4月22日 - ）は、フランスの男子バレーボール選手。パリ出身。ポジションはウイングスパイカー。元フランス代表。

## 来歴
1997年、フランスリーグのクラマールVBへ入団。アニエール・バレー92、ニースVBへの移籍を経て、ASカンヌVB在籍時の2005年にリーグ優勝を経験した。2009年、トゥールコワンLMから、トルコリーグのガラタサライへ移籍した。
2001年にフランス代表に選出され、2002年世界選手権でフランス初となる銅メダルを獲得し、翌2003年ワールドカップに出場。ワールドカップは5位に終わったが、アテネオリンピック世界最終予選ではベストスコアラー部門3位の活躍で、全勝によるフランスの2004年アテネオリンピック出場権獲得に貢献した。2006年に代表を退くまで通算103試合に出場した。

## 球歴
- オリンピック - 2004年（9位）
- 世界選手権 - 2002年（銅メダル）
- ワールドカップ - 2003年（5位）
- ワールドリーグ - 2001年、2002年、2003年、2004年

## 所属クラブ
- クラマールVB （1997-1998年）
- Plessis Robinson （1998-1999年）
- アニエール・バレー92 （1999-2001年）
- ASカンヌVB （2001-2002年）
- ニースVB （2002-2004年）
- ASカンヌVB （2004-2006年）
- トゥールコワンLM （2006-2009年）
- ガラタサライSK （2009-2011年）
- ペイカン・テヘランVC（2011-2012年）